# A. H. de Oliveira Marques
António Henrique Rodrigo de Oliveira Marques (* 23. August 1933 in São Pedro do Estoril, Kreis Cascais; † 23. Januar 2007 in Lissabon) war ein portugiesischer Historiker, Hochschullehrer und Autor.

## Leben
Nach einem geschichtsphilosophischen Studium an der Universität Lissabon (Abschluss 1956) ging er an die Universität Würzburg, zu Hermann Kellenbenz. 1957 wurde er Dozent an der Universität Lissabon, wo er 1960 mit einer Arbeit zur Beziehung zwischen der Hanse und dem Königreich Portugal im Mittelalter promovierte. Nach seiner Beteiligung an den Studentenstreiks 1962, die sich gegen die Bildungspolitik des repressiven Estado-Novo-Regimes unter Salazar richteten, wurde Marques aus dem Hochschulbetrieb entlassen.
Er ging in die Vereinigten Staaten, wo er an verschiedenen Hochschulen wirkte, so an der Columbia University, University of Alabama, Auburn University, Florida State University, University of Minnesota, und der privaten University of Chicago. Im Jahre 1970 kehrte Marques nach Portugal zurück. 1973 wurde er Freimaurer; er hatte dort später hohe Ämter inne, und veröffentlichte zu deren Geschichte eine Reihe Bücher.
Nach der Nelkenrevolution, mit der am 25. April 1974 die Diktatur in Portugal gestürzt wurde, kehrte er in den portugiesischen Universitätsbetrieb zurück. Von Oktober 1974 bis April 1976 war er zudem Leiter der Nationalbibliothek in Lissabon, der 1796 gegründeten Biblioteca Nacional. Durch eine Vielzahl Veröffentlichungen, insbesondere zur Geschichte Portugals und der Geschichte der Freimaurerei, erlangte er danach auch international einige Anerkennung. Doch auch zu so vielseitigen Themen wie der Geschichte der portugiesischen Briefmarken und des Versicherungswesens in Portugal publizierte er.
Im Jahre 2007 starb Marques in Lissabon.

## Ehrungen
- 1997 wurde Marques Ehrendoktor der La Trobe University von Melbourne.
- Am 2. Oktober 1998 verlieh ihm Staatspräsident Jorge Sampaio das Großkreuz des Ordens der Freiheit (Grã-Cruz da Ordem da Liberdade).[3]

## Rezeption
Marques wurde einer breiteren Öffentlichkeit insbesondere als Autor historischer Werke bekannt. Sein Standardwerk História de Portugal (Geschichte Portugals) wurde in neun Sprachen übersetzt. In Deutschland ist seine 1995 in Lissabon veröffentlichte, zusammenfassende Breve História de Portugal unter dem Titel Geschichte Portugals und des portugiesischen Weltreichs erschienen, 2001 im Alfred Kröner Verlag.
Nach seinem Tod am 23. Januar 2007 organisierte das Kulturministerium der Republik Portugal in der Nationalbibliothek eine Ausstellung vom 21. Juni bis zum 14. September 2007, zu seinem Leben und Wirken.